# Трупиаловые
Трупиаловые, американские иволги, кассики или желтушники (лат. Icteridae) — семейство воробьинообразных птиц, распространённое в Новом Свете.

## Описание
Птицы преимущественно тёмной окраски, но в оперении могут также встречаться красный, белый, жёлтый цвета. Некоторые могут иметь пёструю окраску. За сходство оперения таких видов с одеждами вождей индейцев (касиков) семейство называется также кассики. Длиной тела от 14 до 53 см. Самцы крупнее самок. Представители семейства отличаются острым коническим клювом и наличием поперечных щитков на цевке спереди. Крылья у трупиаловых заострённые и удлинённые, у них девять первостепенных маховых перьев, хвост в большинстве случаев длинный и состоящий из шести пар рулевых перьев, ноги сильные.

## Образ жизни
Самки откладывают от 2 до 6 яиц и заботятся о птенцах. Несколько видов относятся к гнездовым паразитам. Питаются разнообразной пищей. В рацион всех видов включаются насекомые, мелкие позвоночные и нектар цветков. Ряд видов специализируются на плодах. Среди трупиаловых присутствуют как обитатели лесов, так и ведущие наземный образ жизни птицы, обитающие на открытых пространствах. Некоторые виды (Dolichonyx oryzivorus) могут совершать дальние перелёты.

## Классификация
В состав семейства включают 30 родов со 108 видами:
- Agelaioides Cassin, 1866 — 2 вида
- Чёрные трупиалы (Agelaius Vieillot, 1816) — 5 видов
- Agelasticus Cabanis, 1851 — 3 вида
- Amblycercus Cabanis, 1851 — 1 вид
- Красноголовые трупиалы (Amblyramphus Leach, 1814) — 1 вид
- Anumara Powell, Barker, Lanyon, S, Burns, KJ, Klicka & Lovette, 2014 — 1 вид
- Чёрные кассики (Cacicus Lacepede, 1799) — 11 видов
- Cassiculus Swainson, 1827 — 1 вид
- Chrysomus Swainson, 1837 — 2 вида
- Щетинкопёрные трупиалы (Curaeus P.L. Sclater, 1862) — 1 вид
- Траурные трупиалы (Dives Cassin, 1867) — 2 вида
- Боболинки, рисовые трупиалы, рисовые желтушники, рисовые птицы (Dolichonyx Swainson, 1827) — 1 вид
- Малые трупиалы (Euphagus Cassin, 1867) — 2 вида
- Трупиалы-чопи (Gnorimopsar Richmond, 1908) — 1 вид
- Иволговые трупиалы (Gymnomystax Reichenbach, 1850) — 1 вид
- Краснобрюхие трупиалы (Hypopyrrhus Bonaparte, 1850) — 1 вид
- Цветные трупиалы (Icterus Brisson, 1760) — 32 вида
- Танагровые трупиалы (Lampropsar Cabanis, 1847) — 1 вид
- Leistes Vigors, 1825 — 5 видов
- Лесные трупиалы (Macroagelaius Cassin, 1866) — 2 вида
- Коровьи трупиалы (Molothrus Swainson, 1832) — 6 видов
- Ямайские кассики (Nesopsar P.L. Sclater, 1859) — 1 вид
- Боливийские кассики (Oreopsar Sclater, 1939) — 1 вид
- Оропендолы (Psarocolius Wagler, 1827) — 9 видов
- Болотные кассики (Pseudoleistes P.L. Sclater, 1862) — 2 вида
- Ptiloxena Chapman, 1892 — 1 вид
- Граклы (Quiscalus Vieillot, 1816) — 7 видов
- Луговые трупиалы (Sturnella Vieillot, 1816) — 3 вида
- Желтоголовые трупиалы (Xanthocephalus Bonaparte, 1850) — 1 вид
- Шафранные кассики (Xanthopsar Ridgway, 1901) — 1 вид

## Распространение
Встречаются от самого севера Северной Америки (Аляска) до юга Южной Америки (Огненная Земля). Отмечены залёты вида Euphagus carolinus на Чукотку.